# Уваров, Фёдор Александрович
Не путать с генералом Фёдором Петровичем Уваровым (1769—1824)
Фёдор Александрович Уваров по прозвищу Чёрный (1780—1827?) — русский чиновник Министерства финансов, действительный статский советник, камергер. Участник Отечественной войны 1812 года. В 1827 году пропал без вести (по версии К. В. Кудряшова, старцем Фёдором Кузьмичём мог быть Ф. А. Уваров).

## Биография
Родился в 1780 году. Происходил из рязанской ветви Уваровых.
В 1785 году был записан в Семёновский лейб-гвардии полк. Службу в нём начал сержантом 17 апреля 1796 года, а 26 декабря того же года был переведён в Тенгинский мушкетерский полк в чине подпоручика. В 1798 году произведён в поручики, в том же году принимал участие в экспедиции в Голландию.
В 1799 году произведён в штабс-капитаны и 14 марта 1800 года в капитаны, с назначением адъютантом. В 1802 году Уваров вышел в отставку, а 26 апреля 1806 года вновь поступил на службу в чине штабс-ротмистра в кавалергардский полк. В 1807 году вместе с полком участвовал в Прусской войне.
В 1809 году он снова был произведён в ротмистры. С этим же полком участвовал в Отечественной войне 1812 года; в Бородинском сражении был ранен и награждён орденом Св. Владимира 4-й степени с бантом.
В 1813 году был под Кульмом, за которое получил орден Св. Анны 2-й степени; в том же году был произведён в полковники. В 1814 году за отличие в сражении под Фер-шампенуазом награждён орденом Св. Георгия 4-й ст. и получил прусский орден Pour le Mérite.
После возвращения в Россию 29 апреля 1814 года Уваров был отправлен в отпуск на полгода. В это время он женился и своей раздражительностью получил широкую известность в обществе. Князь С. Г. Волконский писал о нём:
Черный Уваров — добрый и честный малый, но с большими претензиями на ум и красоту, не без первого, но вовсе без последней, и очень обидчивый, что сообщало ему оттенок бретера.
В 1816 году он был отпущен для лечения ран и 5 ноября того же года уволен с военной службы с переименованием в чин статского советника. Жил в имении Большая Екатериновка Шацкого уезда Тамбовской губернии и занимался хозяйством. В селе он развёл большой парк, построил стеклянный завод.
Позднее он был пожалован придворным званием камергера и чином действительного статского советника, служил чиновником по особым поручениям при министре финансов.
После восстания декабристов затеял судебный процесс за наследство отправленного в ссылку и лишённого прав собственности шурина М. С. Лунина:

Лунин завещал имения кузену Николаю, чтобы избавить своих крестьян от своеволия «чёрного Уварова». Последний поднимает шум и доказывает, что завещание каторжника недействительно. «Уварова, — как писал Николай Лунин, — всё делала и подписывала из страха к мужу». Однако за два дня до Нового года царь пишет «согласен» на документе, приостанавливающем притязания Уварова на тамбовские и саратовские деревни Лунина.— Н. Я. Эйдельман Лунин. — М., 1970. — С. 219—220.
Пропал без вести в Петербурге 7 января 1827 года. Это таинственное исчезновение породило несколько версий о его дальнейшей судьбе. Ходили слухи, что Уваров уехал от семьи в Америку. В XX веке возникла гипотеза об идентичности Уварова-Чёрного и сибирского старца Фёдора Кузьмича. Современники же чаще всего предполагали самоубийство, вызванное раскаянием в неблаговидной тяжбе за лунинское наследство. Жена Уварова писала А. Х. Бенкендорфу:

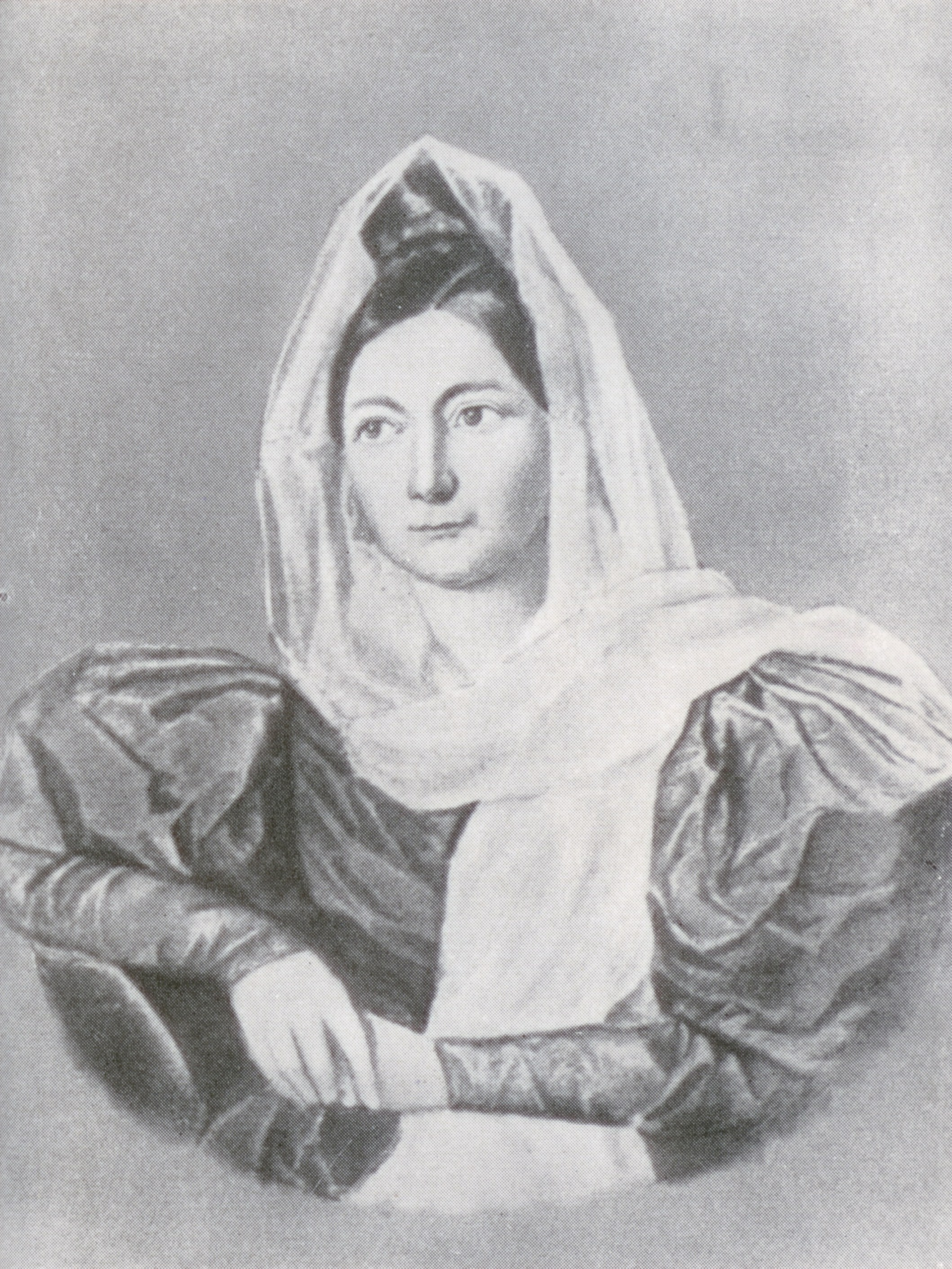
Екатерина Сергеевна, жена

Уже пять лет как я покинула Петербург, пребывание в котором стало для меня мучительным, единственно из-за этой Невы, где мой несчастный муж нашел смерть.

## Награды
- орден святого Владимира 4-й степени с бантом
- орден святой Анны 2-й степени
- орден святого Георгия 4-й степени
- прусский орден Pour le Mérite.

### Семья
Был женат на Екатерине Сергеевне Луниной (1791—1868), сестре декабриста М. С. Лунина и племяннице писателя М. Муравьева. Венчание состоялась 21 августа 1814 года в Петербурге, «невеста была в бриллиантах от ног до головы». По словам современника, Екатерина Сергеевна «была лучше, чем красавица: умная, милая, изящная, вся в брата». Знакомая Пушкина, Вяземского, Чаадаева и братьев Тургеневых. Была превосходной музыкантшей и восхищала весь Петербург своей игрой на клавикордах. После ареста брата и исчезновения мужа посвятила свою жизнь благотворительности. Последние годы жила вне России, чаще всего в Дерпте или Берлине. В браке имела сыновей:
- Александр Фёдорович (11.01.1816[6]—30.03.1869), крещен 3 февраля 1816 года в Преображенском всей Гвардии соборе при восприемстве Е. Ф. Муравьевой; был женат на княжне Наталье Петровне Горчаковой, дочери П. Д. Горчакова, и имел четырёх дочерей: Марию (1853—1937, Флоренция), Ольгу (1860—1927), Александру (1860—1962), Евдокию (1861—1961, Флоренция). Умер в умопомешательстве за границей.
- Сергей Фёдорович (25.11.1820[7]—1896), родился в Петербурге, крещён в Исаакиевском соборе, крестник Е. Ф. Муравьевой; историк, женат на Александре Яковлевне Никольской. Двое сыновей: Александр (1872—?) и Михаил (1874—1903), земский врач).